# Ordine di battaglia della U.S. Navy durante la guerra del Golfo
La Marina degli Stati Uniti inviò le sue forze navali nel Mar Rosso e nel Golfo Persico, tra cui sei portaerei, per prendere parte all'operazione Desert Storm, comprese altre che arrivarono prima o dopo l'inizio e la fine della guerra (come parte dell'operazione Southern Watch).

## Unità nell'operazione Desert Shield
Prima dell'operazione Desert Storm, la Marina degli Stati Uniti aiutò a rafforzare le forze in Medio Oriente tramite l'operazione Desert Shield. Sia la USS Independence che la USS Dwight D. Eisenhower non presero mai parte al conflitto vero e proprio.

### Battle Group Delta - Golfo Persico

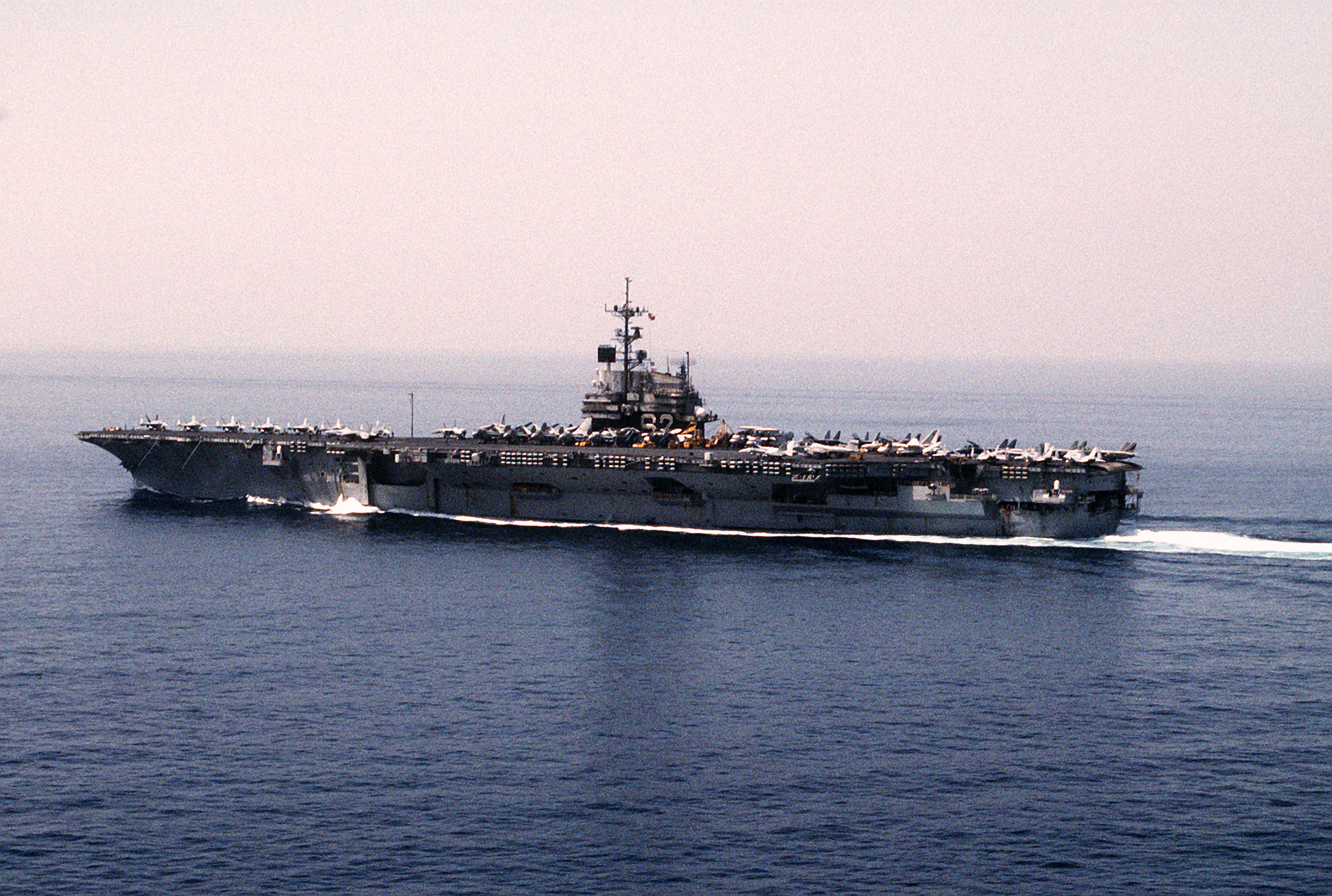
La USS Independence (CV-62) durante l'operazione Desert Shield

Il 1 novembre 1990 il carrier battle group venne sostituito dalla USS Midway.
Il Carrier Battle Group della USS Indipendence era così composto:
| Nave             | Hull classification symbol | Classe                  | Tipologia                        |
| ---------------- | -------------------------- | ----------------------- | -------------------------------- |
| USS Independence | CV-62                      | Classe Forrestal        | Superportaerei                   |
| USS Jouett       | CG-29                      | Classe Belknap          | Incrociatore lanciamissili       |
| USS Antietam     | CG-54                      | Classe Ticonderoga      | Incrociatore lanciamissili       |
| USS Goldsborough | DDG-20                     | Classe Charles F. Adams | Cacciatorpediniere lanciamissili |
| USS Reasoner     | FF-1063                    | Classe Knox             | Fregata missilistica             |
| USS Brewton      | FF-1086                    | Classe Knox             | Fregata missilistica             |
| USS Barbey       | FF-1088                    | Classe Knox             | Fregata missilistica             |

Sulla USS Indipendence era presente il 14º stormo aereo imbarcato, con le seguenti unità:
| Squadrone                  | Tipologia                           | Aereo                             | Note |
| -------------------------- | ----------------------------------- | --------------------------------- | ---- |
| VF-21 "Free Lancers"       | Fighter Squadron                    | F-14A Tomcat                      |      |
| VF-154 "Black Knights"     | Fighter Squadron                    | F-14A Tomcat                      |      |
| VFA-25 "Fist of the Fleet" | Strike Fighter Squadron             | F/A-18C Hornet                    |      |
| VFA-113 "Stingers"         | Strike Fighter Squadron             | F/A-18C Hornet                    |      |
| VA-196 "Main Battery"      | Attack Squadron                     | A-6E TRAM Intruder/KA-6D Intruder |      |
| VAQ-139 "Cougars"          | Electromagnetic Attack Squadron     | EA-6B Prowler                     |      |
| VS-37 "Sawbucks"           | Sea Control Squadron                | S-3A Viking                       |      |
| VAW-113 "Black Eagles"     | Airborne Command & Control Squadron | E-2C Hawkeye                      |      |
| HS-8 "Eightballers"        | Helicopter Antisubmarine Squadron   | SH-3H Sea King                    |      |

### USS Dwight D. Eisenhower CVN-69 - Golfo Persico
Il dispiegamento nel Golfo Persico durò dal 8 al 24 agosto.
Il Carrier Battle Group della USS Dwight D. Eisenhower era così composto:
| Nave                     | Hull classification symbol | Classe                     | Tipologia                        |
| ------------------------ | -------------------------- | -------------------------- | -------------------------------- |
| USS Dwight D. Eisenhower | CVN-69                     | Classe Nimitz              | Portaerei a propulsione nucleare |
| USS Ticonderoga          | CG-47                      | Classe Ticonderoga         | Incrociatore lanciamissili       |
| USS Tattnall             | DDG-19                     | Classe Charles F. Adams    | Cacciatorpediniere lanciamissili |
| USS Scott                | DDG-995                    | Classe Kidd                | Cacciatorpediniere lanciamissili |
| USS Peterson             | DD-969                     | Classe Spruance            | Cacciatorpediniere               |
| USS John Rodgers         | DD-983                     | Classe Spruance            | Cacciatorpediniere               |
| USS John L. Hall         | FFG-32                     | Classe Oliver Hazard Perry | Fregata missilistica             |
| USS Paul                 | FF-1080                    | Classe Knox                | Fregata missilistica             |

Sulla USS Dwight D. Eisenhower era presente il 7º stormo aereo imbarcato, con le seguenti unità:
| Squadrone              | Tipologia                           | Aereo                             | Note                              |
| ---------------------- | ----------------------------------- | --------------------------------- | --------------------------------- |
| VF-142 "Ghostriders"   | Fighter Squadron                    | F-14A+ Tomcat                     | F-14A+ rinominati F-14B nel 1992. |
| VF-143 "Pukin' Dogs"   | Fighter Squadron                    | F-14A+ Tomcat                     | F-14A+ rinominati F-14B nel 1992. |
| VFA-136 "Knight Hawks" | Strike Fighter Squadron             | F/A-18A Hornet                    |                                   |
| VFA-131 "Wildcats"     | Strike Fighter Squadron             | F/A-18A Hornet                    |                                   |
| VA-34 "Blue Blasters"  | Attack Squadron                     | A-6E TRAM Intruder/KA-6D Intruder |                                   |
| VAQ-140 "Patriots"     | Electromagnetic Attack Squadron     | EA-6B Prowler                     |                                   |
| VS-31 "Topcats"        | Sea Control Squadron                | S-3B Viking                       |                                   |
| VAW-121 "Bluetails"    | Airborne Command & Control Squadron | E-2C Hawkeye                      |                                   |
| HS-5 "Night Dippers"   | Helicopter Antisubmarine Squadron   | SH-3H Sea King                    |                                   |

## Unità nell'operazione Desert Storm

### Battle Group Alfa - Golfo Persico

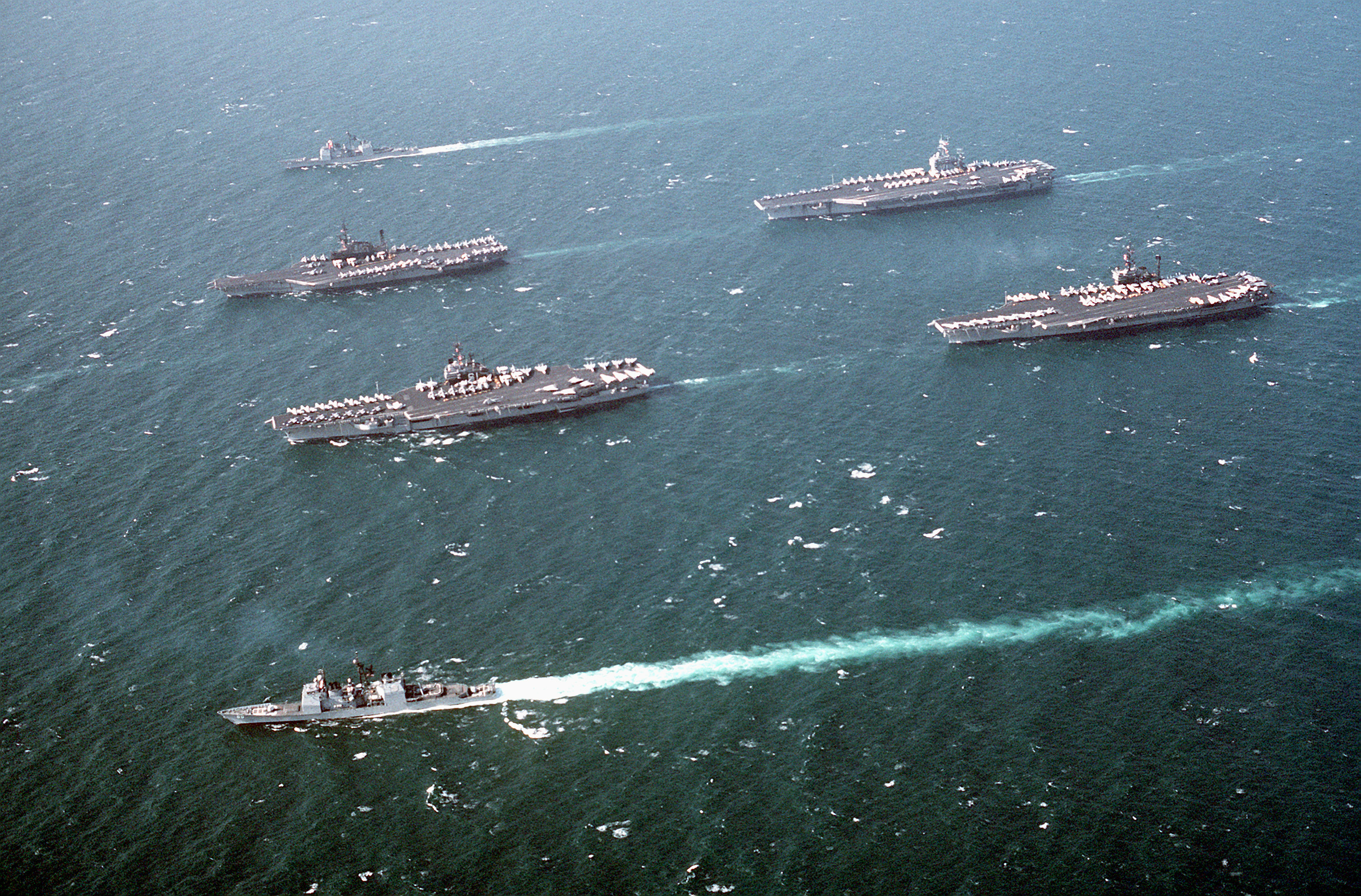
Sei navi della Battle Force Zulu (Task Force 154) in navigazione durante la guerra del Golfo. Si distinguono, dall'alto verso il basso: l'incrociatore lanciamissili USS Leyte Gulf, le portaerei USS Midway e USS Theodore Roosevelt, sotto, altre due portaerei, la USS Ranger e USS America, mentre in ultima fila, a sinistra, l'incrociatore lanciamissili USS Normandy.

Il dispiegamento nel Golfo Persico durò dal 2 ottobre 1990 al 17 aprile 1991.
Il Carrier Battle Group della USS Midway, ammiraglia del Battle Force Zulu, era così composto:
| Nave            | Hull classification symbol | Classe                     | Tipologia                  |
| --------------- | -------------------------- | -------------------------- | -------------------------- |
| USS Midway      | CV-41                      | Classe Midway              | Portaerei                  |
| USS Bunker Hill | CG-52                      | Classe Ticonderoga         | Incrociatore lanciamissili |
| USS Mobile Bay  | CG-53                      | Classe Ticonderoga         | Incrociatore lanciamissili |
| USS Hewitt      | DD-966                     | Classe Spruance            | Cacciatorpediniere         |
| USS Oldendorf   | DD-972                     | Classe Spruance            | Cacciatorpediniere         |
| USS Fife        | DD-991                     | Classe Spruance            | Cacciatorpediniere         |
| USS Curts       | FFG-38                     | Classe Oliver Hazard Perry | Fregata missilistica       |

A differenza delle altre portaerei dispiegate durante la guerra del Golfo, la Midway non poteva trasportare l'S-3 Viking o l'F-14 Tomcat a causa dei suoi limiti di dimensioni, il che significava che la nave era munita di solo tre squadroni F/A-18.
| Squadrone                | Tipologia                           | Aereo                             | Note                                                                         |
| ------------------------ | ----------------------------------- | --------------------------------- | ---------------------------------------------------------------------------- |
| VFA-151 "Vigilantes"     | Strike Fighter Squadron             | F/A-18A Hornet                    |                                                                              |
| VFA-192 "Golden Dragons" | Strike Fighter Squadron             | F/A-18A Hornet                    |                                                                              |
| VFA-195 "Dambusters"     | Strike Fighter Squadron             | F/A-18A Hornet                    | Primo squadrone F/A-18 Hornet a schierare l'AGM-62 Walleye II.               |
| VA-115 "Eagles"          | Attack Squadron                     | A-6E TRAM Intruder/KA-6D Intruder |                                                                              |
| VA-185 "Nighthawks"      | Attack Squadron                     | A-6E TRAM Intruder/KA-6D Intruder | Il VA-185 guidò i primi attacchi navali. È stato dismesso il 30 agosto 1991. |
| VAQ-136 "Gauntlets"      | Electromagnetic Attack Squadron     | EA-6B Prowler                     |                                                                              |
| VAW-115 "Liberty Bells"  | Airborne Command & Control Squadron | E-2C Hawkeye                      |                                                                              |
| HS-12 "Wyverns"          | Helicopter Antisubmarine Squadron   | SH-3H Sea King                    |                                                                              |

| Squadrone                             | Tipologia                           | Aereo          | Note                                                                                 |
| ------------------------------------- | ----------------------------------- | -------------- | ------------------------------------------------------------------------------------ |
| HSL-47 "Saberhawks" Distaccamento A/B | Helicopter Maritime Strike Squadron | SH-60B Seahawk | Distaccamento A da gennaio al 10 febbraio Distaccamento B per il resto della guerra. |

### Saratoga Carrier Battlegroup - Mar Rosso

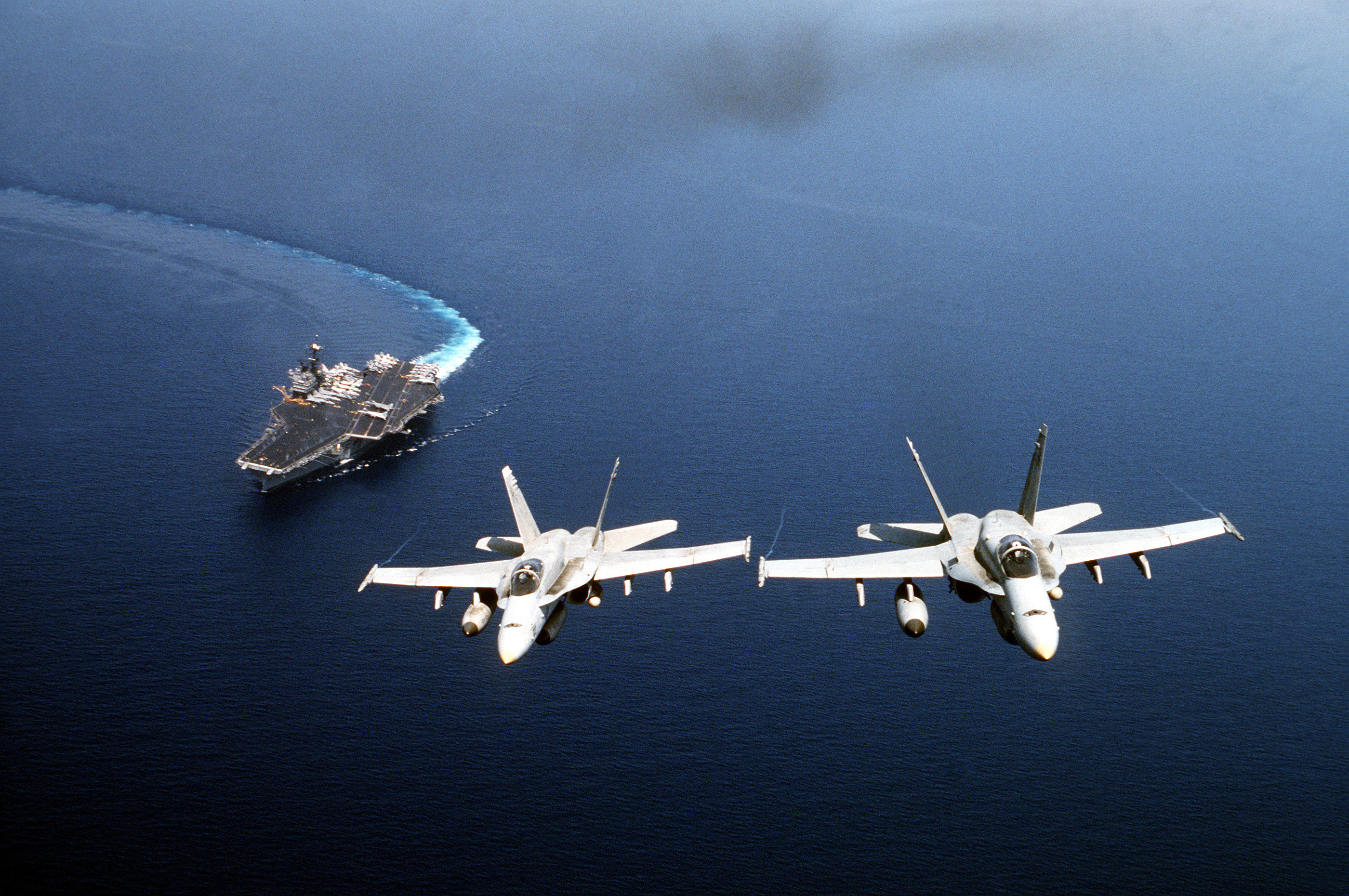
Due F/A-18C Hornet del VF-74 che sorvolano la USS Saratoga durante l'operazione Desert Shield, novembre 1990.

Il dispiegamento nel Mar Rosso durò dal 7 agosto 1990 al 28 marzo 1991.
Il Carrier Battle Group della USS Saratoga era così composto:
| Nave                 | Hull classification symbol | Classe                  | Tipologia                          |
| -------------------- | -------------------------- | ----------------------- | ---------------------------------- |
| USS Saratoga         | CV-60                      | Classe Forrestal        | Superportaerei                     |
| USS South Carolina   | CGN-37                     | Classe California       | Incrociatore missilistico nucleare |
| USS Biddle           | CG-34                      | Classe Belknap          | Incrociatore lanciamissili         |
| USS Philippine Sea   | CG-58                      | Classe Ticonderoga      | Incrociatore lanciamissili         |
| USS Spruance         | DD-963                     | Classe Spruance         | Cacciatorpediniere                 |
| USS Sampson          | DDG-10                     | Classe Charles F. Adams | Cacciatorpediniere lanciamissili   |
| USS Elmer Montgomery | FF-1082                    | Classe Knox             | Fregata missilistica               |
| USS Thomas C. Hart   | FF-1092                    | Classe Knox             | Fregata missilistica               |

Sulla USS Saratoga era presente il 17º stormo aereo imbarcato, con le seguenti unità:
| Squadrone                           | Tipologia                           | Aereo                             | Note |
| ----------------------------------- | ----------------------------------- | --------------------------------- | --- |
| VF-74 "Be-Devilers"                 | Fighter Squadron                    | F-14A+ Tomcat                     | F-14A+ rinominati F-14B nel 1992.                                                                                 |
| VF-103 "Sluggers"                   | Fighter Squadron                    | F-14A+ Tomcat                     | F-14A+ rinominati F-14B nel 1992.                                                                                 |
| VFA-81 "Sunliners"                  | Strike Fighter Squadron             | F/A-18C Hornet                    | Ha segnato le prime uccisioni aeree della Marina nella Guerra del Golfo (2 F-7B Fishbeds - copia PRC del MiG-21). |
| VFA-83 "Rampagers"                  | Strike Fighter Squadron             | F/A-18C Hornet                    | |
| VA-35 "Black Panthers"              | Attack Squadron                     | A-6E TRAM Intruder/KA-6D Intruder | |
| VAQ-132 "Scorpions"                 | Electromagnetic Attack Squadron     | EA-6B Prowler                     | |
| VS-30 "Diamondcutters"              | Sea Control Squadron                | S-3B Viking                       | |
| VAW-125 "Tigertails"/"Torchbearers" | Airborne Command & Control Squadron | E-2C Hawkeye                      | |
| HS-3 "Tridents"                     | Helicopter Antisubmarine Squadron   | SH-3H Sea King                    | |

### Battle Group Echo - Golfo Persico

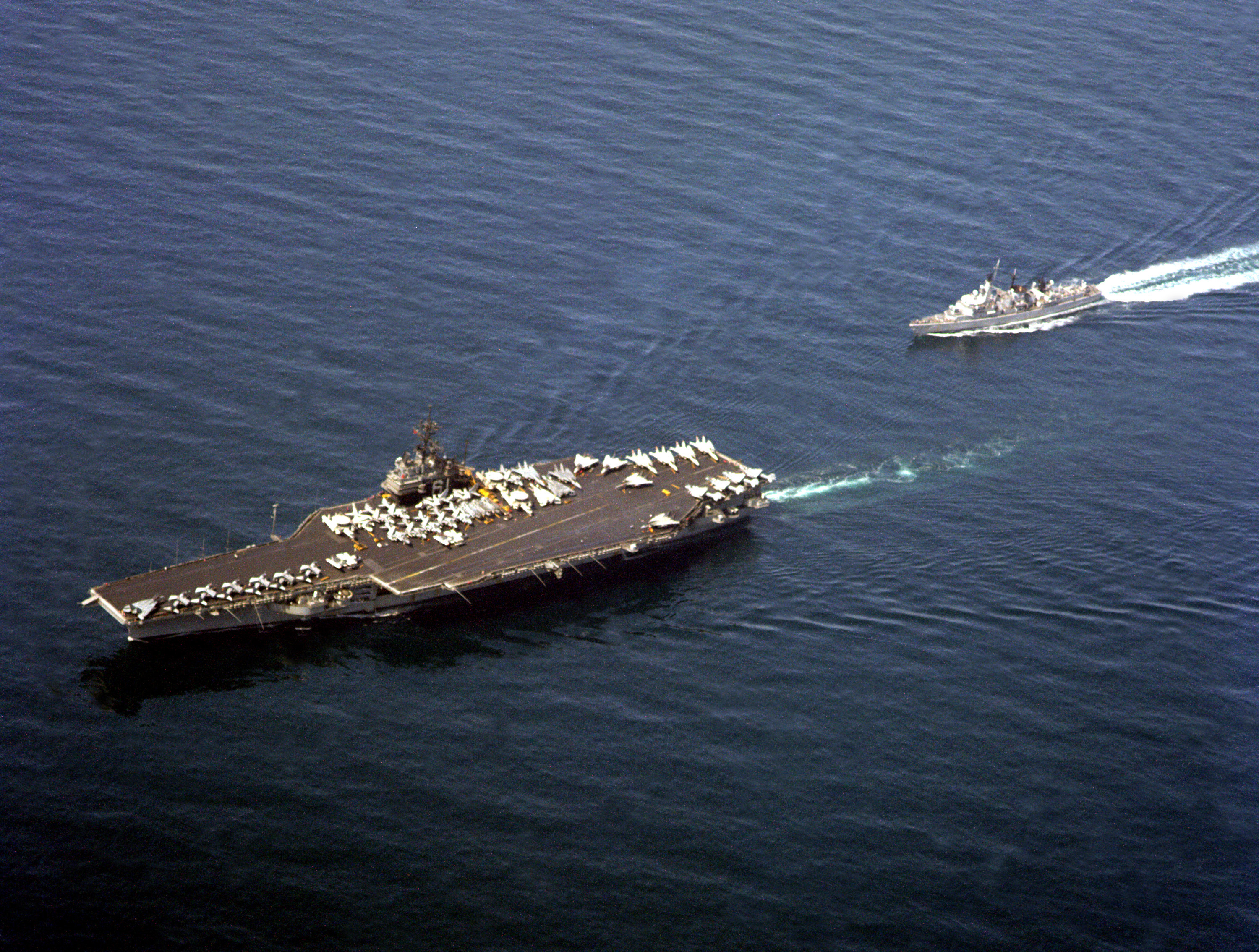
La USS Ranger con dietro la fregata olandese HNLMS Jacob van Heemskerck in avvicinamento per un rifornimento durante l'operazione Desert Shield, gennaio 1991.

Il dispiegamento nel Golfo Persico durò dal 8 dicembre 1990 all'8 giugno 1991.
Il Carrier Battle Group della USS Ranger era così composto:
| Nave                | Hull classification symbol | Classe                     | Tipologia                  |
| ------------------- | -------------------------- | -------------------------- | -------------------------- |
| USS Ranger          | CV-61                      | Classe Forrestal           | Superportaerei             |
| USS Horne           | CG-30                      | Classe Belknap             | Incrociatore lanciamissili |
| USS Valley Forge    | CG-50                      | Classe Ticonderoga         | Incrociatore lanciamissili |
| USS Princeton       | CG-59                      | Classe Ticonderoga         | Incrociatore lanciamissili |
| USS Paul F. Foster  | DD-964                     | Classe Spruance            | Cacciatorpediniere         |
| USS Harry W. Hill   | DD-986                     | Classe Spruance            | Cacciatorpediniere         |
| USS Jarrett         | FFG-33                     | Classe Oliver Hazard Perry | Fregata missilistica       |
| USS Francis Hammond | FF-1067                    | Classe Knox                | Fregata missilistica       |

Sulla USS Ranger era imbarcato uno stormo aereo molto diverso rispetto alla maggior parte delle portaerei della guerra del Golfo poiché era nel formato "Grumman Air Wing". Ciò significava che non aveva l'F/A-18, di fabbricazione della McDonnell Douglas, o l'A-7E Corsair, di fabbricazione della Ling-Temco-Vought, che erano i 2 diversi aerei da attacco leggero utilizzati su molte portaerei, sostituendoli con due squadroni equipaggiati con gli A-6E intruder.
| Squadrone                        | Tipologia                           | Aereo                   | Note |
| -------------------------------- | ----------------------------------- | ----------------------- | --- |
| VF-1 "Wolfpack"                  | Fighter Squadron                    | F-14A Tomcat            | Ha segnato l'ultimo abbattimento confermato della Marina (un elicottero Mi-8).                                |
| VF-2 "Bounty Hunters"            | Fighter Squadron                    | F-14A Tomcat            | |
| VA-145 "Swordsmen"               | Attack Squadron                     | A-6E SWIP/TRAM Intruder | Il miglioramento SWIP è stato un aggiornamento dell'avionica ai TRAM A-6E.                                    |
| VA-155 "Silver Foxes"            | Attack Squadron                     | A-6E TRAM Intruder      | |
| VAQ-131 "Lancers"                | Electromagnetic Attack Squadron     | EA-6B Prowler           | |
| VS-38 "Red Griffins"             | Sea Control Squadron                | S-3A Viking             | |
| VAW-116 "Sun Kings"              | Airborne Command & Control Squadron | E-2C Hawkeye            | |
| HS-14 "Chargers"                 | Helicopter Anti-Submarine Squadron  | SH-3H Sea King          | |
| VRC-30 "Providers" Detachment 61 | Fleet Logistics Support Squadron    | C-2A Greyhound          | |
| VRC-50 "Foo Dogs" Detachment     | Fleet Logistics Support Squadron    | C-2A Greyhound          | Schierato a bordo della USS Ranger quando era la portaerei nell'area di responsabilità (AoR) della 7ª flotta. |

### USSAmerica(CV-66) - Mar Rosso

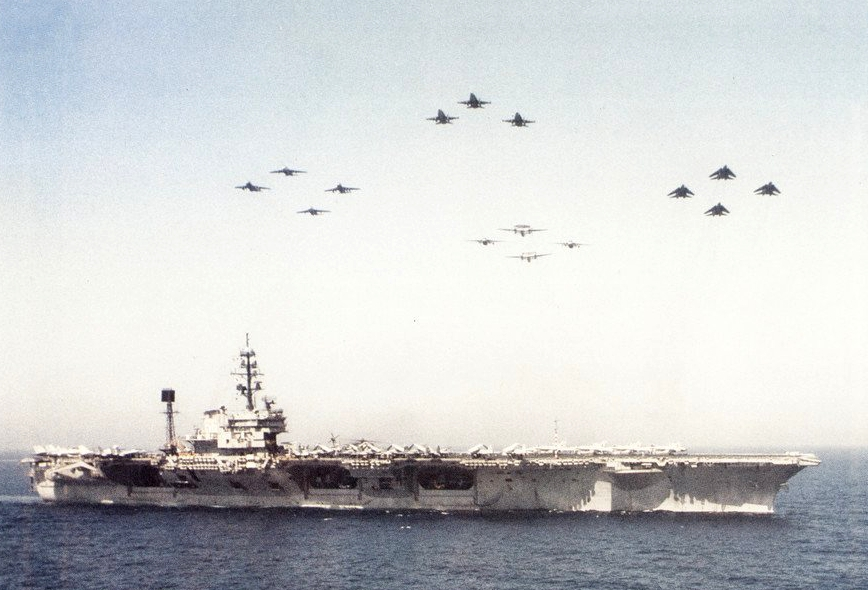
Aerei del Carrier Air Wing 1 (CVW-1) sorvolano la USS America durante la guerra del Golfo nel 1991.

Il dispiegamento nel Mar Rosso, più tardi spostatosi nel Golfo Persico, durò dal 28 dicembre 1990 al 18 aprile 1991.
Il Carrier Battle Group della USS America era così composto:
| Nave                 | Hull classification symbol | Classe                     | Tipologia                          |
| -------------------- | -------------------------- | -------------------------- | ---------------------------------- |
| USS America          | CV-66                      | Classe Kitty Hawk          | Portaerei convenzionale            |
| USS Virginia         | CGN-38                     | Classe Virginia            | Incrociatore missilistico nucleare |
| USS Normandy         | CG-60                      | Classe Ticonderoga         | Incrociatore lanciamissili         |
| USS William V. Pratt | DDG-44                     | Classe Farragut            | Cacciatorpediniere lanciamissili   |
| USS Preble           | DDG-46                     | Classe Farragut            | Cacciatorpediniere lanciamissili   |
| USS Halyburton       | FFG-40                     | Classe Oliver Hazard Perry | Fregata missilistica               |

La USS America attraversò il Canale di Suez il 15 gennaio 1991, lo stesso giorno in cui scadeva il termine ultimo fissato dalle Nazioni Unite per la partenza dell'Iraq dal Kuwait.
Alla luce del giorno del 19 gennaio 1991 (2 giorni dopo la prima notte), gli aerei del CVW-1 condussero i primi attacchi contro l'Iraq.
| Squadrone              | Tipologia                           | Aereo                             | Note |
| ---------------------- | ----------------------------------- | --------------------------------- | ---- |
| VF-33 "Starfighters"   | Fighter Squadron                    | F-14A Tomcat                      |      |
| VF-102 "Diamondbacks"  | Fighter Squadron                    | F-14A Tomcat                      |      |
| VFA-82 "Marauders"     | Strike Fighter Squadron             | F/A-18C Hornet                    |      |
| VFA-86 "Sidewinders"   | Strike Fighter Squadron             | F/A-18C Hornet                    |      |
| VA-85 "Black Falcons"  | Attack Squadron                     | A-6E TRAM Intruder/KA-6D Intruder |      |
| VAQ-137 "Rooks"        | Electromagnetic Attack Squadron     | EA-6B Prowler                     |      |
| VS-32 "Maulers"        | Sea Control Squadron                | S-3B Viking                       |      |
| VAW-123 "Screwtops"    | Airborne Command & Control Squadron | E-2C Hawkeye                      |      |
| HS-11 "Dragon Slayers" | Helicopter Anti-Submarine Squadron  | SH-3H Sea King                    |      |

### USSJohn F. Kennedy(CV-67) - Mar Rosso

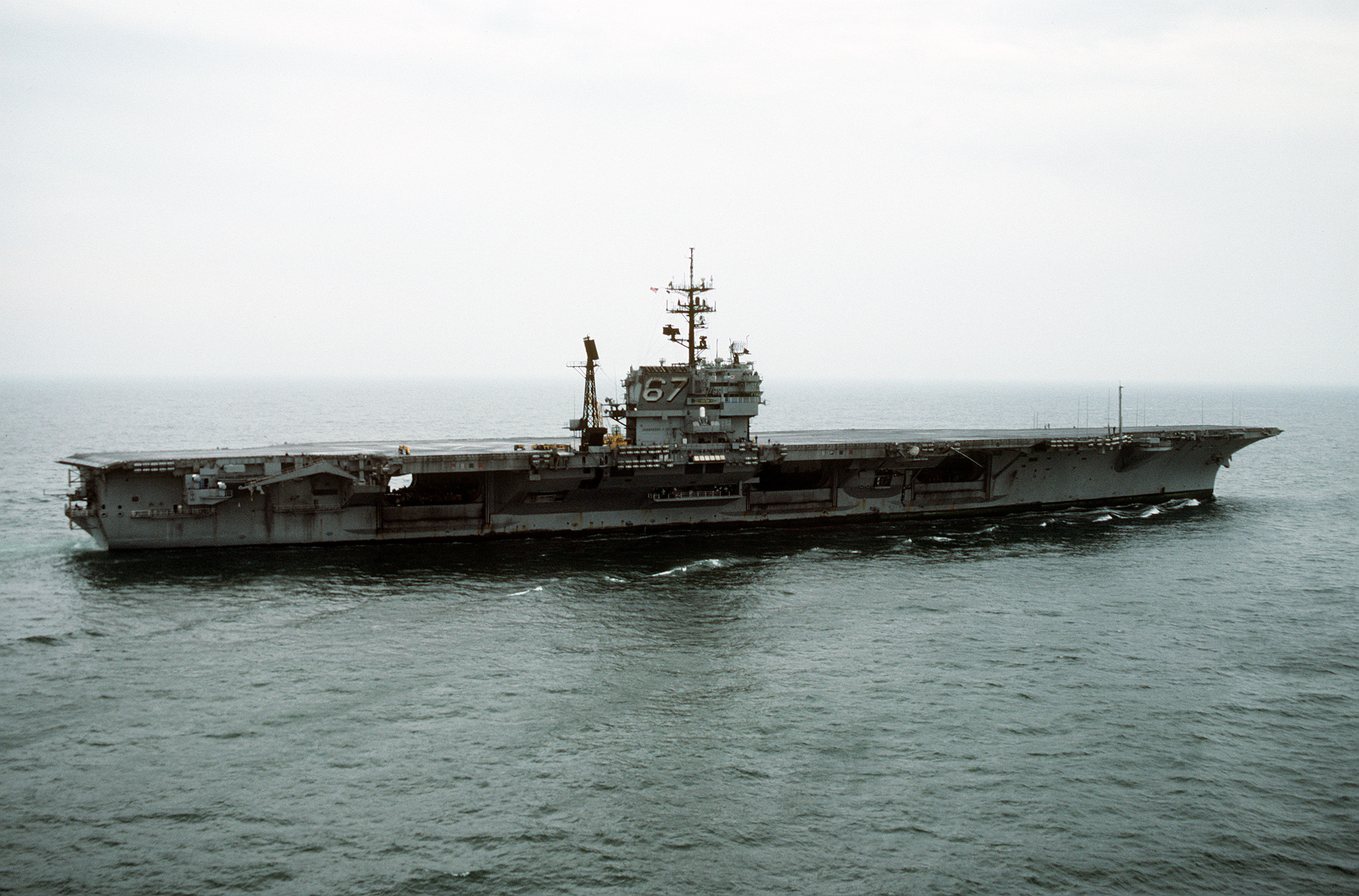
La USS John F. Kennedy ritorna alla base navale di Norfolk dopo il dispiegamento nel Golfo Persico a seguito dell'operazione Desert Storm, marzo 1991.

Il dispiegamento nel Mar Rosso durò dal 15 agosto 1990 al 28 marzo 1991.
Il Carrier Battle Group della USS John F. Kennedy era così composto:
| Nave                  | Hull classification symbol | Classe                     | Tipologia                          |
| --------------------- | -------------------------- | -------------------------- | ---------------------------------- |
| USS John F. Kennedy   | CV-67                      | Classe Kitty Hawk          | Portaerei convenzionale            |
| USS Mississippi       | CGN-40                     | Classe Virginia            | Incrociatore missilistico nucleare |
| USS Thomas S. Gates   | CG-51                      | Classe Ticonderoga         | Incrociatore lanciamissili         |
| USS San Jacinto       | CG-56                      | Classe Ticonderoga         | Incrociatore lanciamissili         |
| USS Moosbrugger       | DD-980                     | Classe Spruance            | Cacciatorpediniere                 |
| USS Samuel B. Roberts | FFG-58                     | Classe Oliver Hazard Perry | Fregata missilistica               |

Sulla USS John F. Kennedy era presente il 3º stormo aereo imbarcato, con le seguenti unità:
| Squadrone               | Tipologia                           | Aereo                                  | Note                                                                       |
| ----------------------- | ----------------------------------- | -------------------------------------- | -------------------------------------------------------------------------- |
| VF-14 "Tophatters"      | Fighter Squadron                    | F-14A Tomcat                           |                                                                            |
| VF-32 "Swordsmen"       | Fighter Squadron                    | F-14A Tomcat                           |                                                                            |
| VA-46 "Clansmen"        | Attack Squadron                     | A-7E Corsair                           | Ultima guerra per l'A-7 Corsair.                                           |
| VA-72 "Blue Hawks"      | Attack Squadron                     | A-7E Corsair                           | Ultima guerra per l'A-7 Corsair.                                           |
| VA-75 "Sunday Punchers" | Attack Squadron                     | A-6E SWIP/TRAM Intruder/KA-6D Intruder | Il miglioramento SWIP è stato un aggiornamento dell'avionica ai TRAM A-6E. |
| VAQ-130 "Zappers"       | Electromagnetic Attack Squadron     | EA-6B Prowler                          |                                                                            |
| VS-22 "Checkmates"      | Sea Control Squadron                | S-3B Viking                            |                                                                            |
| VAW-126 "Seahawks"      | Airborne Command & Control Squadron | E-2C Hawkeye                           |                                                                            |
| HS-7 "Dusty Dogs"       | Helicopter Anti-Submarine Squadron  | SH-3H Sea King                         |                                                                            |

### USSTheodore Roosevelt(CVN-71) - Golfo Persico

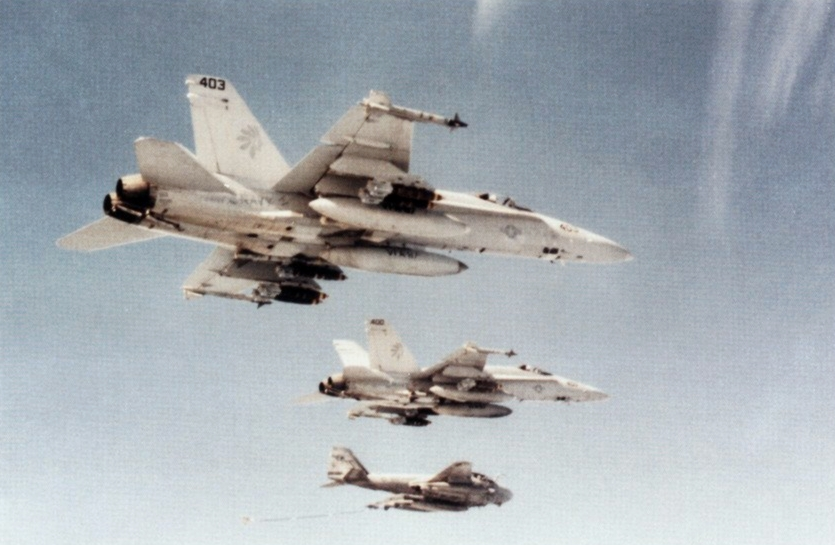
Due F/A-18A Hornet del VFA-87 in rifornimento aereo con un A-6E Intruder durante una sortita nel 1991.

Il dispiegamento nel Golfo Persico, più tardi spostatosi nel Mar Rosso, durò dal 28 dicembre 1990 al 28 giugno 1991.
Il Carrier Battle Group della USS Theodore Roosevelt era così composto:
| Nave                   | Hull classification symbol | Classe                     | Tipologia                        |
| ---------------------- | -------------------------- | -------------------------- | -------------------------------- |
| USS Theodore Roosevelt | CVN-71                     | Classe Nimitz              | Portaerei a propulsione nucleare |
| USS Richmond K. Turner | CG-20                      | Classe Leahy               | Incrociatore missilistico        |
| USS Leyte Gulf         | CG-55                      | Classe Ticonderoga         | Incrociatore lanciamissili       |
| USS Caron              | DD-970                     | Classe Spruance            | Cacciatorpediniere               |
| USS Hawes              | FFG-53                     | Classe Oliver Hazard Perry | Fregata missilistica             |
| USS Vreeland           | FF-1068                    | Classe Knox                | Fregata missilistica             |

La USS Theodore Roosevelt lanciò i suoi primi attacchi due giorni dopo la prima notte, la mattina del 19 gennaio 1991.
Dopo la guerra del Golfo, Theodore Roosevelt prese parte all'operazione Provide Comfort dopo aver transitato nel Canale di Suez il 20 aprile 1991.
Sulla USS Theodore Roosevelt era presente l'8º stormo aereo imbarcato, con le seguenti unità:
| Squadrone                      | Tipologia                           | Aereo              | Note                                                                   |
| ------------------------------ | ----------------------------------- | ------------------ | ---------------------------------------------------------------------- |
| VF-41 "Black Aces"             | Fighter Squadron                    | F-14A Tomcat       |                                                                        |
| VF-84 "Jolly Rogers"           | Fighter Squadron                    | F-14A Tomcat       |                                                                        |
| VFA-15 "Valions"               | Strike Fighter Squadron             | F/A-18A Hornet     |                                                                        |
| VFA-87 "Golden Warriors"       | Strike Fighter Squadron             | F/A-18A Hornet     |                                                                        |
| VA-36 "Roadrunners"            | Attack Squadron                     | A-6E TRAM Intruder |                                                                        |
| VA-65 "Tigers"                 | Attack Squadron                     | A-6E TRAM Intruder | Questo fu l'ultimo impiego del VA-65 prima del pensionamento nel 1993. |
| VAQ-141 "Shadowhawks"          | Electromagnetic Attack Squadron     | EA-6B Prowler      |                                                                        |
| VS-24 "Scouts"                 | Sea Control Squadron                | S-3B Viking        |                                                                        |
| VAW-124 "Bear Aces"            | Airborne Command & Control Squadron | E-2C Hawkeye       |                                                                        |
| HS-9 "Sea Griffins"            | Helicopter Anti-Submarine Squadron  | SH-3H Sea King     |                                                                        |
| VRC-40 "Rawhides" Detachment D | Fleet Logistics Support Squadron    | C-2A Greyhounds    |                                                                        |

## Unità nell'operazione Southern Watch (1991-2003)

### 1991

#### Battle Group Bravo
Dispiegamento durato dal 25 febbraio 1991 al 24 agosto 1991.
Il Carrier Battle Group della USS Nimitz era così composto:
| Nave                 | Hull classification symbol | Classe                     | Tipologia                          |
| -------------------- | -------------------------- | -------------------------- | ---------------------------------- |
| USS Nimitz           | CVN-68                     | Classe Nimitz              | Portaerei a propulsione nucleare   |
| USS Texas            | CGN-39                     | Classe Virginia            | Incrociatore missilistico nucleare |
| USS Chancellorsville | CG-62                      | Classe Ticonderoga         | Incrociatore lanciamissili         |
| USS Rentz            | FFG-46                     | Classe Oliver Hazard Perry | Fregata missilistica               |
| USS Stein            | FF-1065                    | Classe Knox                | Fregata missilistica               |
| USS Harold E. Holt   | FF-1074                    | Classe Knox                | Fregata missilistica               |

Sulla USS Nimitz era presente il 9º stormo aereo imbarcato, con le seguenti unità:
| Squadrone                  | Tipologia                           | Aereo                             | Note                              |
| -------------------------- | ----------------------------------- | --------------------------------- | --------------------------------- |
| VF-24 "Fighting Renegades" | Fighter Squadron                    | F-14A+ Tomcat                     |                                   |
| VF-211 "Checkmates"        | Fighter Squadron                    | F-14A+ Tomcat                     | F-14A+ rinominati F-14B nel 1992. |
| VFA-146 "Blue Diamonds"    | Strike Fighter Squadron             | F/A-18C (N) Hornet                | Night Attack Hornet               |
| VFA-147 "Argonauts"        | Strike Fighter Squadron             | F/A-18C (N) Hornet                | Night Attack Hornet               |
| VA-165 "Boomers"           | Attack Squadron                     | A-6E SWIP Intruder/KA-6D Intruder |                                   |
| VAQ-138 "Yellow Jackets"   | Electromagnetic Attack Squadron     | EA-6B Prowler                     |                                   |
| VS-33 "Screwbirds"         | Scouting Squadron                   | S-3A Viking                       |                                   |
| VAW-112 "Golden Hawks"     | Airborne Command & Control Squadron | E-2C Hawkeye                      |                                   |
| HS-2 "Golden Falcons"      | Helicopter Anti-Submarine Squadron  | SH-60F/HH-60H Oceanhawk           |                                   |

#### Battle Group Foxtrot
Dispiegamento durato dal 26 maggio 1991 al 25 novembre 1991.
Il Carrier Battle Group della USS Abraham Lincoln, che fu per la portaerei il suo viaggio inaugurale, era così composto:
| Nave                | Hull classification symbol | Classe                     | Tipologia                          |
| ------------------- | -------------------------- | -------------------------- | ---------------------------------- |
| USS Abraham Lincoln | CVN-72                     | Classe Nimitz              | Portaerei a propulsione nucleare   |
| USS Long Beach      | CGN-9                      | Classe Long Beach          | Incrociatore missilistico nucleare |
| USS Lake Champlain  | CG-57                      | Classe Ticonderoga         | Incrociatore lanciamissili         |
| USS Merrill         | DD-976                     | Classe Spruance            | Cacciatorpediniere                 |
| USS Gary            | FFG-51                     | Classe Oliver Hazard Perry | Fregata missilistica               |
| USS Ingraham        | FFG-61                     | Classe Oliver Hazard Perry | Fregata missilistica               |

Sulla USS Abraham Lincoln era presente il 11º stormo aereo imbarcato, con le seguenti unità:
| Squadrone                  | Tipologia                           | Aereo                             | Note                          |
| -------------------------- | ----------------------------------- | --------------------------------- | ----------------------------- |
| VF-114 "Aardvarks"         | Fighter Squadron                    | F-14A Tomcat                      | Disattivato il 30 aprile 1993 |
| VF-213 "Black Lions"       | Fighter Squadron                    | F-14A Tomcat                      |                               |
| VFA-22 "Fighting Redcocks" | Strike Fighter Squadron             | F/A-18C (N) Hornet                | Night Attack Hornet           |
| VFA-94 "Mighty Shrikes"    | Strike Fighter Squadron             | F/A-18C (N) Hornet                | Night Attack Hornet           |
| VA-95 "Green Lizards"      | Attack Squadron                     | A-6E SWIP Intruder/KA-6D Intruder |                               |
| VAQ-135 "Black Ravens"     | Electromagnetic Attack Squadron     | EA-6B Prowler                     |                               |
| VS-29 "Dragonflies"        | Sea Control Squadron                | S-3B Viking                       |                               |
| VAW-117 "Wallbangers"      | Airborne Command & Control Squadron | E-2C Hawkeye                      |                               |
| HS-6 "Indians"             | Helicopter Anti-Submarine Squadron  | SH-60F/HH-60H Oceanhawk           |                               |

#### Battle Force Zulu
Dispiegamento durato dal 26 settembre 1991 al 2 aprile 1992.
Il Carrier Battle Group della USS Dwight D. Eisenhower era così composto:
| Nave                     | Hull classification symbol | Classe                     | Tipologia                        |
| ------------------------ | -------------------------- | -------------------------- | -------------------------------- |
| USS Dwight D. Eisenhower | CVN-69                     | Classe Nimitz              | Portaerei a propulsione nucleare |
| USS Bainbridge           | CGN-25                     | Classe Leahy               | Incrociatore missilistico        |
| USS Ticonderoga          | CG-47                      | Classe Ticonderoga         | Incrociatore lanciamissili       |
| USS Mahan                | DDG-42                     | Classe Farragut            | Cacciatorpediniere lanciamissili |
| USS Arthur W. Radford    | DD-968                     | Classe Spruance            | Cacciatorpediniere               |
| USS Elrod                | FFG-55                     | Classe Oliver Hazard Perry | Fregata missilistica             |

Sulla USS Dwight D. Eisenhower era presente il 7º stormo aereo imbarcato, con le seguenti unità:
| Squadrone              | Tipologia                           | Aereo                             | Note                              |
| ---------------------- | ----------------------------------- | --------------------------------- | --------------------------------- |
| VF-142 "Ghostriders"   | Fighter Squadron                    | F-14A+ Tomcat                     | F-14A+ rinominati F-14B nel 1992. |
| VF-143 "Pukin' Dogs"   | Fighter Squadron                    | F-14A+ Tomcat                     | F-14A+ rinominati F-14B nel 1992. |
| VFA-136 "Knight Hawks" | Strike Fighter Squadron             | F/A-18A Hornet                    |                                   |
| VFA-131 "Wildcats"     | Strike Fighter Squadron             | F/A-18A Hornet                    |                                   |
| VA-34 "Blue Blasters"  | Attack Squadron                     | A-6E TRAM Intruder/KA-6D Intruder |                                   |
| VAQ-140 "Patriots"     | Electromagnetic Attack Squadron     | EA-6B Prowler                     |                                   |
| VS-31 "Topcats"        | Sea Control Squadron                | S-3B Viking                       |                                   |
| VAW-121 "Bluetails"    | Airborne Command & Control Squadron | E-2C Hawkeye                      |                                   |
| HS-5 "Night Dippers"   | Helicopter Antisubmarine Squadron   | SH-3H Sea King                    |                                   |

#### America Carrier Battle Group
Dispiegamento durato dal 2 dicembre 1991 al 6 giugno 1992.
Il Carrier Battle Group della USS America era così composto:
| Nave             | Hull classification symbol | Classe                     | Tipologia                        |
| ---------------- | -------------------------- | -------------------------- | -------------------------------- |
| USS America      | CV-66                      | Classe Kitty Hawk          | Portaerei convenzionale          |
| USS Normandy     | CG-60                      | Classe Ticonderoga         | Incrociatore lanciamissili       |
| USS Monterey     | CG-61                      | Classe Ticonderoga         | Incrociatore lanciamissili       |
| USS Scott        | DDG-995                    | Classe Kidd                | Cacciatorpediniere lanciamissili |
| USS John Hancock | DD-981                     | Classe Spruance            | Cacciatorpediniere               |
| USS Thorn        | DD-988                     | Classe Spruance            | Cacciatorpediniere               |
| USS Boone        | FFG-28                     | Classe Oliver Hazard Perry | Fregata missilistica             |
| USS Simpson      | FFG-56                     | Classe Oliver Hazard Perry | Fregata missilistica             |

Sulla USS America era presente il 1º stormo aereo imbarcato, con le seguenti unità:
| Squadrone              | Tipologia                           | Aereo                             | Note |
| ---------------------- | ----------------------------------- | --------------------------------- | ---- |
| VF-33 "Starfighters"   | Fighter Squadron                    | F-14A Tomcat                      |      |
| VF-102 "Diamondbacks"  | Fighter Squadron                    | F-14A Tomcat                      |      |
| VFA-82 "Marauders"     | Strike Fighter Squadron             | F/A-18C Hornet                    |      |
| VFA-86 "Sidewinders"   | Strike Fighter Squadron             | F/A-18C Hornet                    |      |
| VA-85 "Black Falcons"  | Attack Squadron                     | A-6E TRAM Intruder/KA-6D Intruder |      |
| VAQ-137 "Rooks"        | Electromagnetic Attack Squadron     | EA-6B Prowler                     |      |
| VS-32 "Maulers"        | Sea Control Squadron                | S-3B Viking                       |      |
| VAW-123 "Screwtops"    | Airborne Command & Control Squadron | E-2C Hawkeye                      |      |
| HS-11 "Dragon Slayers" | Helicopter Anti-Submarine Squadron  | SH-3H Sea King                    |      |

### 1992

#### Independence Carrier Battle Group
Dispiegamento durato dal 15 aprile 1992 al 13 ottobre 1992.
Il Carrier Battle Group della USS Independence era così composto:
| Nave             | Hull classification symbol | Classe                     | Tipologia                  |
| ---------------- | -------------------------- | -------------------------- | -------------------------- |
| USS Independence | CV-62                      | Classe Forrestal           | Superportaerei             |
| USS Gridley      | CG-21                      | Classe Leahy               | Incrociatore missilistico  |
| USS Bunker Hill  | CG-52                      | Classe Ticonderoga         | Incrociatore lanciamissili |
| USS Mobile Bay   | CG-53                      | Classe Ticonderoga         | Incrociatore lanciamissili |
| USS Fife         | DD-991                     | Classe Spruance            | Cacciatorpediniere         |
| USS Thach        | FFG-43                     | Classe Oliver Hazard Perry | Fregata missilistica       |
| USS Vandegrift   | FFG-48                     | Classe Oliver Hazard Perry | Fregata missilistica       |

La USS Independence sostituì la USS Midway come portaerei avanzata della 7ª flotta.
Sulla USS Independence era presente il 5º stormo aereo imbarcato, con le seguenti unità:
| Squadrone                | Tipologia                           | Aereo                   | Note |
| ------------------------ | ----------------------------------- | ----------------------- | ---- |
| VF-21 "Free Lancers"     | Fighter Squadron                    | F-14A Tomcat            |      |
| VF-154 "Black Knights"   | Fighter Squadron                    | F-14A Tomcat            |      |
| VFA-192 "Golden Dragons" | Strike Fighter Squadron             | F/A-18C Hornet          |      |
| VFA-195 "Dambusters"     | Strike Fighter Squadron             | F/A-18C Hornet          |      |
| VA-115 "Eagles"          | Attack Squadron                     | A-6E SWIP/TRAM Intruder |      |
| VAQ-136 "Gauntlets"      | Electromagnetic Attack Squadron     | EA-6B Prowler           |      |
| VS-21 "Redtails"         | Sea Control Squadron                | S-3B Viking             |      |
| VAW-115 "Liberty Bells"  | Airborne Command & Control Squadron | E-2C Hawkeye            |      |
| HS-12 "Wyverns"          | Helicopter Antisubmarine Squadron   | SH-3H Sea King          |      |

#### Ranger Carrier Battle Group
Dispiegamento durato dal 1 agosto 1992 al 31 gennaio 1993.
Il Carrier Battle Group della USS Ranger era così composto:
| Nave             | Hull classification symbol | Classe             | Tipologia                  |
| ---------------- | -------------------------- | ------------------ | -------------------------- |
| USS Ranger       | CV-61                      | Classe Forrestal   | Superportaerei             |
| USS Valley Forge | CG-50                      | Classe Ticonderoga | Incrociatore lanciamissili |
| USS Chosin       | CG-65                      | Classe Ticonderoga | Incrociatore lanciamissili |
| USS Kinkaid      | DD-965                     | Classe Spruance    | Cacciatorpediniere         |
| USS Kirk         | FF-1087                    | Classe Knox        | Fregata missilistica       |

Sulla USS Ranger, che fu per lei il suo ultimo dispiegamento, era presente il 2º stormo aereo imbarcato, con le seguenti unità:
| Squadrone             | Tipologia                           | Aereo                   | Note |
| --------------------- | ----------------------------------- | ----------------------- | --- |
| VF-1 "Wolfpack"       | Fighter Squadron                    | F-14A Tomcat            | Disattivato il 1° ottobre 1993.                                                                            |
| VF-2 "Bounty Hunters" | Fighter Squadron                    | F-14A Tomcat            | |
| VA-145 "Swordsmen"    | Attack Squadron                     | A-6E SWIP/TRAM Intruder | Il miglioramento SWIP è stato un aggiornamento dell'avionica ai TRAM A-6E. Disattivato il 1° ottobre 1993. |
| VA-155 "Silver Foxes" | Attack Squadron                     | A-6E TRAM Intruder      | Disattivato il 1° ottobre 1993.                                                                            |
| VAQ-131 "Lancers"     | Electromagnetic Attack Squadron     | EA-6B Prowler           | |
| VS-38 "Red Griffins"  | Sea Control Squadron                | S-3A Viking             | |
| VAW-116 "Sun Kings"   | Airborne Command & Control Squadron | E-2C Hawkeye            | |
| HS-14 "Chargers"      | Helicopter Anti-Submarine Squadron  | SH-3H Sea King          | |

#### Kitty Hawk Carrier Battle Group
Dispiegamento durato dal 3 novembre 1992 al 3 maggio 1993.
Il Carrier Battle Group della USS Kitty Hawk era così composto:
| Nave                    | Hull classification symbol | Classe                     | Tipologia                  |
| ----------------------- | -------------------------- | -------------------------- | -------------------------- |
| USS Kitty Hawk          | CV-63                      | Classe Kitty Hawk          | Portaerei convenzionale    |
| USS Leahy               | DLG-16                     | Classe Leahy               | Incrociatore missilistico  |
| USS Worden              | CG-18                      | Classe Leahy               | Incrociatore missilistico  |
| USS William H. Standley | CG-32                      | Classe Belknap             | Incrociatore lanciamissili |
| USS Cowpens             | CG-63                      | Classe Ticonderoga         | Incrociatore lanciamissili |
| USS Hewitt              | DD-966                     | Classe Spruance            | Cacciatorpediniere         |
| USS Stump               | DD-978                     | Classe Spruance            | Cacciatorpediniere         |
| USS Jarrett             | FFG-33                     | Classe Oliver Hazard Perry | Fregata missilistica       |
| USS Samuel B. Roberts   | FFG-58                     | Classe Oliver Hazard Perry | Fregata missilistica       |

Il Kitty Hawk Battle Group partecipò ad un attacco aereo dal 13 al 22 gennaio 1993.
Sulla USS Kitty Hawk era presente il 15º stormo aereo imbarcato, con le seguenti unità:
| Squadrone                | Tipologia                               | Aereo                               | Note                                          |
| ------------------------ | --------------------------------------- | ----------------------------------- | --------------------------------------------- |
| VF-51 "Screaming Eagles" | Fighter Squadron                        | F-14A Tomcat                        |                                               |
| VF-111 "Sundowners"      | Fighter Squadron                        | F-14A Tomcat                        |                                               |
| VFA-27 "Chargers"        | Strike Fighter Squadron                 | F/A-18A Hornet                      |                                               |
| VFA-97 "Warhawks"        | Strike Fighter Squadron                 | F/A-18A Hornet                      | Condusse un attacco aereo il 13 gennaio 1993. |
| VA-52 "Knightriders"     | Attack Squadron                         | A-6E SWIP Intruder / KA-6D Intruder |                                               |
| VAQ-134 "Garudas"        | Electronic Attack Squadron              | EA-6B Prowler                       |                                               |
| VS-37 "Sawbucks"         | Sea Control Squadron                    | S-3B Viking                         |                                               |
| VAW-114 "Hormel Hogs"    | Carrier Airborne Early Warning Squadron | E-2C Hawkeye                        |                                               |
| HS-4 "Black Knights"     | Helicopter Anti-Submarine Squadron      | SH-60F/HH-60H Oceanhawk             |                                               |

### 1993

#### Nimitz Carrier Battle Group
Dispiegamento durato dal 2 febbraio 1993 al 1 agosto 1993.
Il Carrier Battle Group della USS Nimitz era così composto:
| Nave                 | Hull classification symbol | Classe             | Tipologia                          |
| -------------------- | -------------------------- | ------------------ | ---------------------------------- |
| USS Nimitz           | CVN-68                     | Classe Nimitz      | Portaerei a propulsione nucleare   |
| USS Truxtun          | CGN-35                     | Classe Truxtun     | Incrociatore missilistico nucleare |
| USS Reeves           | DLG-24                     | Classe Leahy       | Incrociatore missilistico          |
| USS Lake Champlain   | CG-57                      | Classe Ticonderoga | Incrociatore lanciamissili         |
| USS Chancellorsville | CG-62                      | Classe Ticonderoga | Incrociatore lanciamissili         |
| USS Leftwich         | DD-984                     | Classe Spruance    | Cacciatorpediniere                 |

Sulla USS Nimitz era presente il 9º stormo aereo imbarcato, con le seguenti unità:
| Squadrone                  | Tipologia                           | Aereo                             | Note                |
| -------------------------- | ----------------------------------- | --------------------------------- | ------------------- |
| VF-24 "Fighting Renegades" | Fighter Squadron                    | F-14A Tomcat                      |                     |
| VF-211 "Checkmates"        | Fighter Squadron                    | F-14A Tomcat                      |                     |
| VFA-146 "Blue Diamonds"    | Strike Fighter Squadron             | F/A-18C (N) Hornet                | Night Attack Hornet |
| VFA-147 "Argonauts"        | Strike Fighter Squadron             | F/A-18C (N) Hornet                | Night Attack Hornet |
| VA-165 "Boomers"           | Attack Squadron                     | A-6E SWIP Intruder/KA-6D Intruder |                     |
| VAQ-138 "Yellow Jackets"   | Electromagnetic Attack Squadron     | EA-6B Prowler                     |                     |
| VS-33 "Screwbirds"         | Scouting Squadron                   | S-3A Viking                       |                     |
| VAW-112 "Golden Hawks"     | Airborne Command & Control Squadron | E-2C Hawkeye                      |                     |
| HS-2 "Golden Falcons"      | Helicopter Anti-Submarine Squadron  | SH-60F/HH-60H Oceanhawk           |                     |

#### Theodore Roosevelt Carrier Battle Group
Dispiegamento durato dal 11 marzo 1993 al 8 settembre 1993.
Il Carrier Battle Group della USS Theodore Roosevelt era così composto:
| Nave                   | Hull classification symbol | Classe               | Tipologia                        |
| ---------------------- | -------------------------- | -------------------- | -------------------------------- |
| USS Theodore Roosevelt | CVN-71                     | Classe Nimitz        | Portaerei a propulsione nucleare |
| USS Arleigh Burke      | DDG-51                     | Classe Arleigh Burke | Cacciatorpediniere missilistico  |
| USS Spruance           | DD-963                     | Classe Spruance      | Cacciatorpediniere               |

Sulla USS Theodore Roosevelt era presente il 8º stormo aereo imbarcato, con le seguenti unità:
| Squadrone                      | Tipologia                           | Aereo                                          | Note                                                |
| ------------------------------ | ----------------------------------- | ---------------------------------------------- | --------------------------------------------------- |
| VF-84 "Jolly Rogers"           | Fighter Squadron                    | F-14A Tomcat                                   | Disattivato il 1° ottobre 1995.                     |
| VFA-15 "Valions"               | Strike Fighter Squadron             | F/A-18C (N) Hornet                             | Night Attack Hornet                                 |
| VFA-87 "Golden Warriors"       | Strike Fighter Squadron             | F/A-18C (N) Hornet                             | Night Attack Hornet                                 |
| VMFA-312 "Checkboards"         | Marine Fighter Attack Squadron      | F/A-18C (N) Hornet                             | Night Attack Hornet Squadrone del Corpo del Marines |
| VA-36 "Roadrunners"            | Attack Squadron                     | A-6E TRAM Intruder                             | Disattivato il 1 aprile 1994.                       |
| VA-65 "Tigers"                 | Attack Squadron                     | A-6E TRAM Intruder                             |                                                     |
| VAQ-141 "Shadowhawks"          | Electromagnetic Attack Squadron     | EA-6B Prowler                                  |                                                     |
| VAW-124 "Bear Aces"            | Airborne Command & Control Squadron | E-2C Hawkeye                                   |                                                     |
| HS-3 "Tridents"                | Helicopter Anti-Submarine Squadron  | SH-3H Sea King                                 |                                                     |
| HMH-362 "Ugly Angels"          | Marine Heavy Helicopter Squadron    | CH-53D Sea Stallion UH-1N Twin Huey (HMLA-167) |                                                     |
| VRC-40 "Rawhides" Detachment 2 | Fleet Logistics Support Squadron    | C-2A Greyhounds                                |                                                     |

#### Abraham Lincoln Carrier Battle Group
Dispiegamento durato dal 15 giugno 1993 al 15 dicembre 1993.
Il Carrier Battle Group della USS Abraham Lincoln era così composto:
| Nave                | Hull classification symbol | Classe                     | Tipologia                        |
| ------------------- | -------------------------- | -------------------------- | -------------------------------- |
| USS Abraham Lincoln | CVN-72                     | Classe Nimitz              | Portaerei a propulsione nucleare |
| USS Fox             | CG-33                      | Classe Belknap             | Incrociatore lanciamissili       |
| USS Princeton       | CG-59                      | Classe Ticonderoga         | Incrociatore lanciamissili       |
| USS Chandler        | DDG-996                    | Classe Kidd                | Cacciatorpediniere lanciamissili |
| USS Ingraham        | FFG-61                     | Classe Oliver Hazard Perry | Fregata missilistica             |

Sulla USS Abraham Lincoln era presente il 11º stormo aereo imbarcato, con le seguenti unità:
| Squadrone                  | Tipologia                           | Aereo                   | Note                            |
| -------------------------- | ----------------------------------- | ----------------------- | ------------------------------- |
| VF-213 "Black Lions"       | Fighter Squadron                    | F-14A Tomcat            |                                 |
| VFA-22 "Fighting Redcocks" | Strike Fighter Squadron             | F/A-18C (N) Hornet      | Night Attack Hornet             |
| VFA-94 "Mighty Shrikes"    | Strike Fighter Squadron             | F/A-18C (N) Hornet      | Night Attack Hornet             |
| VMFA-314 "Black Knights"   | Marine Fighter Attack Squadron      | F/A-18A Hornet          | Squadrone del Corpo del Marines |
| VA-95 "Green Lizards"      | Attack Squadron                     | A-6E SWIP Intruder      |                                 |
| VAQ-135 "Black Ravens"     | Electromagnetic Attack Squadron     | EA-6B Prowler           |                                 |
| VS-29 "Dragonflies"        | Sea Control Squadron                | S-3B Viking             |                                 |
| VAW-117 "Wallbangers"      | Airborne Command & Control Squadron | E-2C Hawkeye            |                                 |
| HS-6 "Indians"             | Helicopter Anti-Submarine Squadron  | SH-60F/HH-60H Oceanhawk |                                 |

#### Independence Carrier Battle Group
Dispiegamento durato dal 17 novembre 1993 al 17 marzo 1994.
Il Carrier Battle Group della USS Independence era così composto:
| Nave             | Hull classification symbol | Classe                     | Tipologia                  |
| ---------------- | -------------------------- | -------------------------- | -------------------------- |
| USS Independence | CV-62                      | Classe Forrestal           | Superportaerei             |
| USS Bunker Hill  | CG-52                      | Classe Ticonderoga         | Incrociatore lanciamissili |
| USS Mobile Bay   | CG-53                      | Classe Ticonderoga         | Incrociatore lanciamissili |
| USS Curts        | FFG-38                     | Classe Oliver Hazard Perry | Fregata missilistica       |
| USS McClusky     | FFG-41                     | Classe Oliver Hazard Perry | Fregata missilistica       |

Sulla USS Independence era presente il 5º stormo aereo imbarcato, con le seguenti unità:
| Squadrone                | Tipologia                           | Aereo                   | Note                             |
| ------------------------ | ----------------------------------- | ----------------------- | -------------------------------- |
| VF-21 "Free Lancers"     | Fighter Squadron                    | F-14A Tomcat            |                                  |
| VF-154 "Black Knights"   | Fighter Squadron                    | F-14A Tomcat            |                                  |
| VFA-192 "Golden Dragons" | Strike Fighter Squadron             | F/A-18C Hornet          |                                  |
| VFA-195 "Dambusters"     | Strike Fighter Squadron             | F/A-18C Hornet          |                                  |
| VA-115 "Eagles"          | Attack Squadron                     | A-6E SWIP/TRAM Intruder |                                  |
| VAQ-136 "Gauntlets"      | Electromagnetic Attack Squadron     | EA-6B Prowler           |                                  |
| VS-21 "Redtails"         | Sea Control Squadron                | S-3B Viking             |                                  |
| VAW-115 "Liberty Bells"  | Airborne Command & Control Squadron | E-2C Hawkeye            |                                  |
| HS-12 "Wyverns"          | Helicopter Antisubmarine Squadron   | SH-3H Sea King          | Disattivato il 30 novembre 1994. |
| VQ-5 "Sea Shadows" Det.A | Fleet Air Reconnaissance Squadron   | ES-3A Shadow            |                                  |

### 1994

#### Carl Vinson Carrier Battle Group

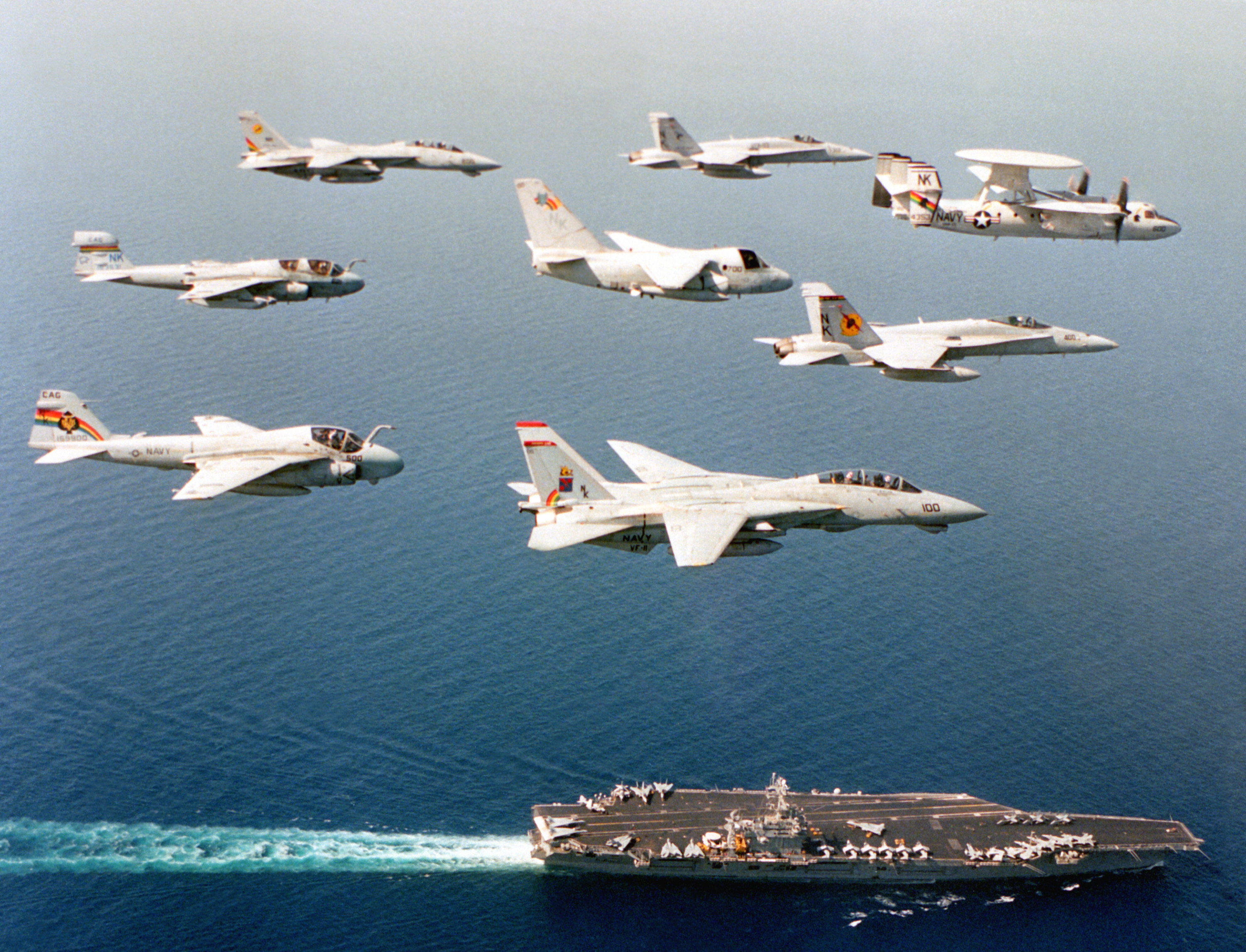
Aerei del Carrier Air Wing 14 (CVW-14) sorvolano in formazione la USS Carl Vinson in navigazione nel Golfo Persico, maggio 1994.

Dispiegamento durato dal 17 febbraio 1994 al 17 agosto 1994.
Il Carrier Battle Group della USS Carl Vinson era così composto:
| Nave               | Hull classification symbol | Classe                     | Tipologia                          |
| ------------------ | -------------------------- | -------------------------- | ---------------------------------- |
| USS Carl Vinson    | CVN-70                     | Classe Nimitz              | Portaerei a propulsione nucleare   |
| USS Arkansas       | CGN-41                     | Classe Virginia            | Incrociatore missilistico nucleare |
| USS Antietam       | CG-54                      | Classe Ticonderoga         | Incrociatore lanciamissili         |
| USS Paul F. Foster | DD-964                     | Classe Spruance            | Cacciatorpediniere                 |
| USS Reuben James   | FFG-57                     | Classe Oliver Hazard Perry | Fregata missilistica               |
| USS Asheville      | SSN-758                    | Classe Los Angeles         | Sottomarino nucleare               |

Sulla USS Carl Vinson era presente il 14º stormo aereo imbarcato, con le seguenti unità:
| Squadrone                  | Tipologia                           | Aereo                   | Note                           | Note                                                                           |
| -------------------------- | ----------------------------------- | ----------------------- | ------------------------------ | ------------------------------------------------------------------------------ |
| VF-11 "Red Rippers"        | Fighter Squadron                    | Fighter Squadron        | Primo dispiegamento dell'F-14D | Dispiegamento filmato: Carrier: Fortress at Sea [Portaerei: fortezza in mare]. |
| VF-31 "Tomcatters"         | Fighter Squadron                    | Fighter Squadron        | Primo dispiegamento dell'F-14D | Dispiegamento filmato: Carrier: Fortress at Sea [Portaerei: fortezza in mare]. |
| VFA-25 "Fist of the Fleet" | Strike Fighter Squadron             | F/A-18C (N) Hornet      | Night Attack Hornet            | Dispiegamento filmato: Carrier: Fortress at Sea [Portaerei: fortezza in mare]. |
| VFA-113 "Stingers"         | Strike Fighter Squadron             | F/A-18C (N) Hornet      | Night Attack Hornet            | Dispiegamento filmato: Carrier: Fortress at Sea [Portaerei: fortezza in mare]. |
| VA-196 "Main Battery"      | Attack Squadron                     | A-6E SWIP Intruder      |                                | Dispiegamento filmato: Carrier: Fortress at Sea [Portaerei: fortezza in mare]. |
| VAQ-139 "Cougars"          | Electromagnetic Attack Squadron     | EA-6B Prowler           |                                | Dispiegamento filmato: Carrier: Fortress at Sea [Portaerei: fortezza in mare]. |
| VS-35 "Blue Wolves"        | Scouting Squadron                   | S-3B Viking             |                                | Dispiegamento filmato: Carrier: Fortress at Sea [Portaerei: fortezza in mare]. |
| VAW-113 "Black Eagles"     | Airborne Command & Control Squadron | E-2C Hawkeye            |                                | Dispiegamento filmato: Carrier: Fortress at Sea [Portaerei: fortezza in mare]. |
| HS-8 "Eightballers"        | Helicopter Anti-Submarine Squadron  | SH-60F/HH-60H Oceanhawk |                                | Dispiegamento filmato: Carrier: Fortress at Sea [Portaerei: fortezza in mare]. |

#### George Washington Carrier Battle Group
Dispiegamento durato dal 20 maggio 1994 al 17 novembre 1994.
Il Carrier Battle Group della USS George Washington, la quale compì il suo viaggio inaugurale, era così composto:
| Nave                  | Hull classification symbol | Classe                     | Tipologia                        |
| --------------------- | -------------------------- | -------------------------- | -------------------------------- |
| USS George Washington | CVN-73                     | Classe Nimitz              | Portaerei a propulsione nucleare |
| USS Leyte Gulf        | CG-55                      | Classe Ticonderoga         | Incrociatore lanciamissili       |
| USS San Jacinto       | CG-56                      | Classe Ticonderoga         | Incrociatore lanciamissili       |
| USS Barry             | DDG-52                     | Classe Arleigh Burke       | Cacciatorpediniere missilistico  |
| USS Hewitt            | DD-966                     | Classe Spruance            | Cacciatorpediniere               |
| USS Reid              | FFG-30                     | Classe Oliver Hazard Perry | Fregata missilistica             |
| USS John L. Hall      | FFG-32                     | Classe Oliver Hazard Perry | Fregata missilistica             |
| USS Rodney M. Davis   | FFG-60                     | Classe Oliver Hazard Perry | Fregata missilistica             |

Sulla George Washington, che prese parte anche all'operazione Vigilant Warrior, era presente il 7º stormo aereo imbarcato, con le seguenti unità:
| Squadrone                 | Tipologia                         | Aereo              | Note |
| ------------------------- | --------------------------------- | ------------------ | ---- |
| VF-142 "Ghostriders"      | Fighter Squadron                  | F-14B Tomcat       |      |
| VF-143 "Pukin' Dogs"      | Fighter Squadron                  | F-14B Tomcat       |      |
| VFA-136 "Knight Hawks"    | Strike Fighter Squadron           | F/A-18C Hornet     |      |
| VFA-131 "Wildcats"        | Strike Fighter Squadron           | F/A-18C Hornet     |      |
| VA-34 "Blue Blasters"     | Attack Squadron                   | A-6E SWIP Intruder |      |
| VAQ-140 "Patriots"        | Electromagnetic Attack Squadron   | EA-6B Prowler      |      |
| VS-31 "Topcats"           | Sea Control Squadron              | S-3B Viking        |      |
| HS-5 "Night Dippers"      | Helicopter Antisubmarine Squadron | SH-3H Sea King     |      |
| VQ-6 "Black Ravens" Det.B | Fleet Air Reconnaissance Squadron | E-2C Hawkeye       |      |

#### Dwight D Eisenhower Carrier Battle Group
Dispiegamento durato dal 20 ottobre 1994 al 15 aprile 1995.
Il Carrier Battle Group della USS Dwight D. Eisenhower era così composto:
| Nave                     | Hull classification symbol | Classe                     | Tipologia                        |
| ------------------------ | -------------------------- | -------------------------- | -------------------------------- |
| USS Dwight D. Eisenhower | CVN-69                     | Classe Nimitz              | Portaerei a propulsione nucleare |
| USS Gettysburg           | CG-64                      | Classe Ticonderoga         | Incrociatore lanciamissili       |
| USS Anzio                | CG-68                      | Classe Ticonderoga         | Incrociatore lanciamissili       |
| USS Halyburton           | FFG-40                     | Classe Oliver Hazard Perry | Fregata missilistica             |

Sulla USS Dwight D. Eisenhower era presente il 3º stormo aereo imbarcato, con le seguenti unità:
| Squadrone                 | Tipologia                           | Aereo              | Note                |
| ------------------------- | ----------------------------------- | ------------------ | ------------------- |
| VF-32 "Swordsmen"         | Fighter Squadron                    | F-14A Tomcat       |                     |
| VFA-37 "Bulls"            | Strike Fighter Squadron             | F/A-18C (N) Hornet | Night Attack Hornet |
| VFA-105 "Gunslingers"     | Strike Fighter Squadron             | F/A-18C (N) Hornet | Night Attack Hornet |
| VAQ-130 "Zappers"         | Electromagnetic Attack Squadron     | EA-6B Prowler      |                     |
| VS-22 "Checkmates"        | Sea Control Squadron                | S-3B Viking        |                     |
| VAW-126 "Seahawks"        | Airborne Command & Control Squadron | E-2C Hawkeye       |                     |
| HS-7 "Dusty Dogs"         | Helicopter Anti-Submarine Squadron  | SH-3H Sea King     |                     |
| VQ-6 "Black Ravens" Det.C | Fleet Air Reconnaissance Squadron   | ES-3A Shadow       |                     |

#### Constellation Carrier Battle Group
Dispiegamento durato dal 10 novembre 1994 al 10 maggio 1995.
Il Carrier Battle Group della USS Constellation era così composto:
| Nave              | Hull classification symbol | Classe             | Tipologia                  |
| ----------------- | -------------------------- | ------------------ | -------------------------- |
| USS Constellation | CV-64                      | Classe Kitty Hawk  | Portaerei convenzionale    |
| USS Chosin        | CG-65                      | Classe Ticonderoga | Incrociatore lanciamissili |
| USS Lake Erie     | CG-70                      | Classe Ticonderoga | Incrociatore lanciamissili |
| USS Kinkaid       | DD-965                     | Classe Spruance    | Cacciatorpediniere         |

Sulla USS Constellation era presente il 2º stormo aereo imbarcato, con le seguenti unità:
| Squadrone                 | Tipologia                           | Aereo                   | Note                  |
| ------------------------- | ----------------------------------- | ----------------------- | --------------------- |
| VF-2 "Bounty Hunters"     | Fighter Squadron                    | F-14D Tomcat            |                       |
| VFA-151 "Viginlantes"     | Strike Fighter Squadron             | F/A-18C (N) Hornet      | Night Attack Hornet   |
| VFA-137 "Kestrels"        | Strike Fighter Squadron             | F/A-18C (N) Hornet      | Night Attack Hornet   |
| VMFA-323 "Death Rattlers" | Marine Fighter Attack Squadron      | F/A-18C (N) Hornet      | Marine Corps Squadron |
| VAQ-131 "Lancers"         | Electromagnetic Attack Squadron     | EA-6B Prowler           |                       |
| VS-38 "Red Griffins"      | Sea Control Squadron                | S-3B Viking             |                       |
| VAW-116 "Sun Kings"       | Airborne Command & Control Squadron | E-2C Hawkeye            |                       |
| HS-2 "Golden Falcons"     | Helicopter Sea Combat Squadron      | SH-60F/HH-60H Oceanhawk |                       |
| VQ-5 "Sea Shadows" Det.D  | Fleet Air Reconnaissance Squadron   | ES-3A Shadow            |                       |